# هيثم جطل
هيثم عبد القادر جطل لاعب كرة قدم سوري سابق ومدرب حالي لنادي الوثبة، ومحاضر آسيوي في دورات الاتحاد الآسيوي التدريبية.
لعب لكافة الفئات العمرية في تشرين قبل أن تمنعه الإصابة من الاستمرار في لعب الكرة فاعتزل كرة القدم بعمر 20 عامًا.
وسبق له أن أجرى تجربة معايشة في النادي «الأهلي» المصري العام الماضي لمدة عشرين يوماً التقى فيها البرتغالي «مانويل جوزيه» مدرب الأهلي المصري سابقاً. ومنتخب «انغولا»، وخمسة أيام مع المنتخب المصري ومدربه حسن شحاته.

## شهاداته التدريبية
- شهادات الاتحاد الآسيوي A,B,C,D